# Monument Francisco Ferrer
Le monument Francisco Ferrer fait face au rectorat de l'Université libre de Bruxelles. C'est une sculpture en bronze conçue par Auguste Puttemans en hommage au franc-maçon et anarchiste catalan Francisco Ferrer (1859-1909). Le socle en pierre bleue et granit rose est dessiné par l'architecte Adolphe Puissant.